# Yoon So-hee
Đây là một tên người Triều Tiên, họ là Yoon.
Yoon So-hee (尹邵熙, sinh ngày 7 tháng 5 năm 1993) là một nữ diễn viên người Hàn Quốc bắt đầu sự nghiệp với bộ phim truyền hình 2013 Knife and Flower.

## Tiểu sử
Yoon So-hee sinh và lớn lên ra tại Stuttgart, Đức. Cô trở về Seoul năm lên 6 tuổi. Hiện nay cô đang tạm ngưng việc học tại đại học KAIST.

## Học vấn
- Sejong Science High School
- Viện khoa học và công nghệ tiên tiến Hàn Quốc (KAIST) khoa kỹ thuật sinh học phân tử và hóa học.

## Sự nghiệp
Yoon So-hee đã xuất hiện trên tvN "Hit the S Style," nơi mà thể hiện phong cách trường học. Yoon là diễn viên trong video âm nhạc Wolf (bản Drama) của EXO, trong cả hai bản tiếng Hàn, Trung và là khách mời xuất hiện trên video âm nhạc Why So Serious? của SHINee, mặc dù không có ghi tên. Trước khi ra mắt, Yoon xuất hiện trong video giải lao từ Super Show 5 của Super Junior vào năm 2013.Yoon So Hee bắt đầu đóng phim từ năm 2013 với dự án phim truyền hình cổ trang The Blade and Petal. Nhờ thể hiện tốt trong các tác phẩm Let's Eat, Big Man..., cô được đoàn phim Secret Door chọn thể hiện vai nữ chính Ji Dam khi trưởng thành (vai thời niên thiếu do Kim Yoo Jung đóng). Năm 2016, người đẹp thu hút sự chú ý khi đóng chính trong dự án phim chiếu mạng The Day After We Broke Up.Trong Rule - Master of mask 2017, Yoon So Hee vào vai Kim Hwa Goon - cháu gái của người đứng đầu Pyun Soo hội Dae Mok.Kim Hwa Goon đem lòng yêu thế tử Lee Sun (Yoo Seung Ho thủ vai).

## Phim

### Phim truyền hình
| Year | Tên                                             | Vai diễn                                | Network      |
| ---- | ----------------------------------------------- | --------------------------------------- | ------------ |
| 2013 | The Blade and Petal                             | Yowon Nang-ga                           | KBS          |
| 2013 | Drama Festival "Surviving in Africa"            | Yoon Na-ra                              | MBC          |
| 2013 | Let's Eat                                       | Yoon Jin-yi                             | tvN          |
| 2014 | Love in Memory 2 - Dad's Notes                  | Soo-jung                                | Mobile drama |
| 2014 | Wild Chives and Soy Bean Soup: 12 Years Reunion | Jang Gook                               | jTBC         |
| 2014 | Big Man                                         | So Hye-ra                               | KBS2         |
| 2014 | Marriage, Not Dating                            | Nam Hyun-hee                            | tvN          |
| 2014 | Secret Door                                     | Seo Ji-dam/Park Bingae (episodes 14-24) | SBS          |
| 2015 | Beloved Eun-dong                                | Ji Eun-dong                             | jTBC         |
| 2017 | Rule - Master of mask                           | Hwa Goon                                | MBC          |
| 2018 | Witch's Love                                    | Kang Cho-hong                           |              |

### Chương trình truyền hình
| Năm  | Tiêu đề           | Tập | Ghi chú  |
| ---- | ----------------- | --- | -------- |
| 2013 | Hit the S Style   | —   | Chính cô |
| 2015 | Running man       | 237 | Guest    |
| 2017 | Queen Of The Ring |     |          |

### Video âm nhạc xuất hiện
| Năm  | Tên bài hát | Ca sĩ | Vai trò |
| ---- | ----------- | ----- | ------- |
| 2013 | Wolf        | EXO   |         |